# Colpa del whisky
Colpa del whisky è il sesto brano estratto dall'album di Vasco Rossi Il mondo che vorrei.
La canzone è stata trasmessa nelle radio a partire dal 15 maggio 2009. Ha raggiunto anche la top 5 dei più trasmessi.

## Formazione
- Vasco Rossi - voce
- Lee Sklar - basso
- Vinnie Colaiuta - batteria
- Michael Landau - chitarra elettrica
- Dean Parks - chitarra acustica, chitarra elettrica
- Frank Nemola - tastiere, programmazione

## Classifiche
| Classifica (2009) | Posizione massima |
| ----------------- | ----------------- |
| Italia            | 12                |